# Lac Aticonac
Le lac Aticonac (ou Atikonak) est un vaste lac situé dans le centre-sud-est du Labrador, dans la province canadienne de Terre-Neuve-et-Labrador.

## Étymologie
En langue innue, Atikonak signifie Lac du grand corégone.

## Toponymie
Le lac possède deux orthographes officielles anglophone et francophone :
- Le nom Atikonak Lake a été donné par le Département des Pêches et des Ressources terrestres (Department of Fisheries and Land Resources) de Terre-Neuve en 1958[4].
- Le nom lac Aticonac a été donné par la Commission de toponymie du Québec en 1968[5].

Le terme lac est également employé en anglais pour d'autres lacs du secteur, à l'instar du lac Joseph, du Petit lac Joseph, du lac Fleur-de-May, du lac à l'Eau Claire ainsi que d'autres lacs et rivières dans ce secteur historiquement influencé par la présence des Canadiens français.

## Géographie
Le lac Aticonac se situe à proximité immédiate de la frontière entre le Québec et Terre-Neuve-et-Labrador non loin du lac Brûlé. 
Le lac, de forme complexe, est situé sur un plateau du bouclier canadien dans le centre-sud-est de la péninsule du Québec-Labrador.
La surface en eau du lac Aticonac est de 358 km². En comptant les innombrables îles, la superficie totale est de 431 km². Le lac Aticonac est l'un des plus grands lacs de la province. Le niveau de l'eau est à une altitude d'environ 495 m. Le bassin versant du lac Aticonac s'étend sur 15 000 km².
Le principal affluent du lac Aticonac est la rivière Atikonak venant du sud et prenant sa source en amont du lac Assigny en passant par le lac Fleur-de-May. La rivière Atikonak rejoint le lac Aticonac à son extrémité sud-ouest (52° 31′ 05″ N, 64° 28′ 33″ O).
En amont du lac Aticonac se trouve le lac Joseph. La rivière Kepimits s'écoule du coin sud-est du lac Joseph vers le lac Kepimits situé à l'est. La rivière Kepimits, renforcée par un affluent important venant du sud, s'écoule ensuite vers le lac Aticonac au sud-est dont elle atteint l'extrémité occidentale derrière la plus vaste île du lac (52° 36′ 27″ N, 64° 43′ 21″ O).
Le lac Aticonac s'écoule au nord par la puissante rivière Atikonak qui se dirige vers le nord pour traverser le lac Panchia et se déverser dans le réservoir Ossokmanuan puis le réservoir Smallwood, rejoignant à travers le fleuve Churchill le lac Melville et l'océan Atlantique.

## Faune et flore
Le lac Aticonac et la rivière Atikonak abritent des populations très saines de ouananiches, d'ombles de fontaine, de touladis, de grands brochets et de corégones.
Le secteur est principalement entouré de forêts d'épinettes noires.
La flore du lac Aticonac comporte une population endémique du genre Atikonakia de Volvocaceae.

## Histoire
Le secteur, parcouru par les Innus depuis des milliers d'années, était connu des colons de la Nouvelle-France au début du XVIIIe siècle.
Au XIXe siècle, la région des lacs Brûlé et Aticonac apparaît comme particulièrement importante pour la chasse au caribou des bois et permet de joindre d'autres bassins hydrographiques. Des sites archéologiques ont été découverts dans le secteur lors de recherches réalisées au tournant des années 1990 par le Conseil de la Nation Atikamekw et le Conseil tribal Mamuitun.
Le secteur a appartenu au Québec avant d'être attribué au Labrador terre-neuvien en 1927, lorsque le Conseil privé de Londres trancha le débat sur la frontière Québec-Labrador en situant la fin de la côte du Labrador à la limite du bassin versant se déversant dans la mer du Labrador.

## Économie
Les trois lignes à haute tension de 735 kilovolts reliant la centrale de Churchill Falls au Québec passent au nord-ouest du lac Aticonac. Il n'y a pas d'activité permanente autour du lac qui est très isolé.